# Villa Manfredi
Villa Manfredi (altrimenti conosciuta come Villa Bellaria) è una edificio storico di Napoli di impianto settecentesco; è sita nel quartiere di San Carlo all'Arena in zona Capodimonte.
L'edificio sorge sul ciglio di uno sperone tufaceo che domina il vallone San Rocco prospiciente il ponte di Bellaria e vi si accede tramite una stretta salita circondata da terrazzamenti coltivati.

## Storia
Nel luogo in cui sorge la villa esisteva già, almeno dal XVI secolo, una masseria denominata "Bell'aere", come testimoniato dai documenti conservati nell'Archivio Diocesano di Napoli e datati al 1597. Lacerti di questa antica costruzione sono ancora visibili alla base dei muri perimetrali dell'edificio. 
La creazione della masseria di Bell'aere, afferente al casale di Capo di Monte e alla parrocchia di Santa Maria delle Grazie, si può legare al fenomeno del ripopolamento delle campagne della zona collinare di Napoli che caratterizzò il '500 napoletano.
L'impianto attuale della villa si può datare alla prima metà del XVIII secolo. La costruzione nacque sulla scia della ricolonizzazione del territorio che vide tra '600 e '700 molte delle masserie baronali trasformate in ville signorili.
Villa Manfredi o Villa Bellaria si configura come una delle molte ville rustiche o "casine di delizie" settecentesche sorte sulla collina di Capodimonte intorno alla Reggia (Museo di Capodimonte) voluta da Carlo III di Borbone. 

## Architettura e giardini
Il corpo principale, disposto a ferro di cavallo, è caratterizzato da una vasta terrazza rivolta a oriente verso il panorama. Dalla facciata, caratterizzata da aperture ellissoidali, parte uno scalone monumentale che conduce alla corte rustica dotata di un pozzo. 
Dalla corte rustica si accede a un giardino di impianto settecentesco, allungato, rivolto a occidente, che termina con una fontana e una semicupola affrescata che versa in cattive condizioni di conservazione. L'affresco originario, parzialmente ricoperto da un dipinto del '900, mantiene ancora lacerti leggibili come un paesaggio bucolico con boschi, cascate, un tempietto a thòlos e un satiro disteso. Il tema dell'affresco settecentesco è riconducibile alle simbologie dell'Accademia dell'Arcadia allora in voga anche grazie alla sua sezione partenopea: la "Colonia Sebezia". 
Fino alla seconda metà del '900, ai piedi della semicupola era disposta una vasca ornamentale in marmo, di forma rettangolare absidata, d'ispirazione classica. 
Il giardino è ancora caratterizzato da secolari alberi di camellia che testimoniano il primo arrivo in Italia di questa pianta ornamentale, importata intorno al 1760, per volontà della regina Maria Carolina d'Asburgo-Lorena, nei giardini delle Regge di Caserta e Capodimonte. 
Lungo il lato meridionale della villa si sviluppava un tempo un ulteriore giardino-agrumeto diviso da un vialetto bordato di rose e viole che conduceva a un tempietto a tholos posto sul ciglio del vallone. Tale giardino ha mantenuto solo le piante di arancio e mandarini e il viale, purtroppo troncato dal crollo del versante. 
La villa è anche dotata di una cappella con altare marmoreo, di stalle, di un sistema di cantine originariamente deputate alla conservazione degli alimenti e del vino e di un'ampia tinaia (in napoletano: "cellaro") ancora usata per l'invecchiamento del vino.

## Cultura popolare e leggende
Il nome Bellaria attribuito alla zona fin dal XVI secolo fa riferimento alla salubrità e al clima fresco che vi si gode anche d'estate. Questa caratteristica fa sì che, negli ultimi decenni, gli abitanti dei sobborghi settentrionali di Napoli abbiano preso l'abitudine, nelle più afose serate estive, di riversarsi sul ponte di Bellaria per godere del fresco, richiamando improvvisati venditori di bibite e di cibo da strada. Tale abitudine è riportata anche nella raccolta di racconti "Leggende metronapoletane" di Peppe Lanzetta che definisce il ponte: "Bellaria, nostra piazzetta, nostro molo, porticciolo, darsena felice", descrivendola come un'alternativa del lungomare napoletano. 
La posizione della struttura, posta su uno sperone tufaceo isolato dai quartieri circostanti da profondi valloni boscosi, ha fatto sorgere diverse leggende diffuse nei quartieri che la circondando: 
- Il bambino nel pozzo. Gli abitanti del posto raccontano che, nel pozzo che sorge nel centro della corte o nella cava di tufo su cui sorge la villa, sia imprigionato lo spirito di un bambino, ivi abbandonato da chi lo incaricò della ricerca di un tesoro che, ancora si racconta, vi è nascosto.
- La sposina. Uno degli appartamenti della villa viene ancora indicato come "la casa della sposina". Di questa ragazza, nei quartieri limitrofi si racconta che fosse una fanciulla morta suicida in abito da sposa. La tragica scelta viene, nei racconti, attribuita alla morte del suo promesso prima del matrimonio o, altrimenti, a un matrimonio imposto dalla famiglia e rifiutato. Si narra che la fanciulla, dopo aver indossato il suo abito nuziale, si fosse precipitata dal ponte di Bellaria nel vallone sottostante e che il suo velo bianco fosse rimasto impigliato sui rami sotto il ponte e mai più rimosso. Si racconta che il velo riappaia visibile alle fanciulle destinate a un amore tragico e che lo spirito della sposina infesti ancora l'appartamento.
- Il tiro a otto. Si racconta che un carro funebre trainato da otto cavalli fosse un tempo precipitato dal ponte di Bellaria nel vallone sottostante in una notte di tempesta col suo conducente (una variante della storia racconta di un cavallo superstite). Da allora, si narra, in alcune notti di tempesta si sentono i nitriti disperati e lo scalpitio di otto cavalli.
- L'orco monocchio. Si racconta pure che la parte del vallone di Bellaria che separa la villa da Miano ospitasse anticamente un terribile orco dotato di un solo occhio che vi abitava in una capanna lurida e divorando i bambini di passaggio.
- Il diavolo-cinghiale. La parte di vallone che scende verso il cavone di Miano, invece, si narra fosse infestata da un demone che si manifestava in forme da cinghiale.